# ジョン・コーザイン
ジョン・スティーヴンズ・コーザイン（英語：Jon Stevens Corzine、1947年1月1日 - ）は、アメリカ合衆国の政治家、実業家。民主党に所属し、2001年から2006年まで連邦上院議員を務め、2006年から2010年までニュージャージー州知事を務めた。2010年3月からMFグローバルの会長兼CEOを務めたが、翌年インサイダー取引が露見してMFグローバルはすぐ破綻した。

## 青年期
1947年1月1日にイリノイ州テーラービルで誕生し、同州テーラーヴィル近郊の小規模な自営農場で成長した。高校卒業後はイリノイ大学アーバナ・シャンペーン校へと進学し、学部課程を修了するとファイ・デルタ・シータの会員となり、1969年に大学を卒業した。コーザインは大学在学中にアメリカ海兵隊に入隊し、1975年まで予備役を務め、最終的に軍曹まで昇格した。コーザインはイリノイ大学を卒業後、カリフォルニア大学ロサンゼルス校で経済学の博士号を取得する計画でいたが、1970年にベトナム戦争の現役軍務に召集されたため、コーザインはその計画を諦めた。その後1971年、予備役に戻ったコーザインはシカゴ大学経営学大学院へと進み、1973年に経営学修士を取得した。

## 結婚と離婚
1969年に高校時代の恋人ジョアン・ドウアティと結婚し、3人の子供（ジェニファー、ジョシュ、ジェフリー）を育てた。コーザインはジョアンと2002年から別居生活を送り、2003年11月に離婚した。2005年にコーザインがニュージャージー州知事選挙への出馬を表明したとき、ジョアンはニューヨーク・タイムズ紙に対して「ジョンが家族を落胆させたように、ニュージャージーの州民も落胆させるでしょう」と述べ、同選挙で対立候補となったダグラス・フレスターはこのフレーズを選挙活動に使用した。だがその後フレスターは、個人のプライバシーに関わる事柄を取り上げたとして多くの批判を受けた。

## 実業家
コーザインの実業家としての第一歩は、シカゴのコンチネンタル・イリノイ国法銀行で始まった。コーザインはコンチネンタル・イリノイ国法銀行で契約部で業務を学んだ後、オハイオ州コロンブスの地方銀行バンク・ワンへ移った。コーザインは家族をニュージャージー州へと移住させ、1975年までバンク・ワンに勤めた。1975年からは証券会社ゴールドマン・サックス社の債券トレーダーとして勤め、1994年に同社の会長兼最高経営責任者に就任した。コーザインは同社を個人規模の取引銀行から世界的な証券取引銀行へと引き上げ、1997年にはアメリカのタイム誌から、影響力のある世界の経営者トップ50の1人に選出された。

## 政界入り
1999年1月、コーザインはゴールドマン・サックス社を離れ、翌2000年にニュージャージー州から連邦議会の上院議員選挙に出馬した。2000年11月、コーザインは共和党のロバート・フランクに小差で競り勝ち、2001年1月に上院議員として就任宣誓を行った。コーザインはこの選挙において総額6280万2999ドルを費やした。これはそれまでの合衆国の上院議員選挙の歴史において、最も高額な選挙費用であった。そのうち3500万ドル以上は民主党の予備選挙で使用され、ニュージャージー州の元知事ジェイムズ・フロリオに勝利した。

## 連邦上院議員
連邦議会において上院銀行住宅都市委員会、上院情報特別委員会、上院予算委員会、上院エネルギー天然資源委員会に参加し、企業の不正会計を厳格に取り締まるサーベンス・オクスリー法の作成に当たった。また401kによる有価証券明細書の危険を最小化する改革案を支持した。
2001年にアメリカ同時多発テロ事件が発生した際、財政的な復興支援を行い、犠牲となった外国人居住者に市民権を与える活動を行った。コーザインはアムトラックへの補助金の廃止・人種による取り締まりの差別の禁止・より厳しい銃規制を支持した。またサム・ブラウンバックとともにスーダンに対する現行の外交・経済制裁を拡大するダルフール説明責任法を主唱し、ダルフール地域での大量虐殺に対処するための枠組みを構築した。コーザインはイラク戦争に反対する23人の上院議員のうちの1人でもあった。

## 州知事選挙
2005年にニュージャージー州知事選挙に民主党から出馬した。コーザインは全投票の約54パーセントに当たる122万4493票を獲得し、勝利を収めた。対立候補となった共和党のダグラス・フォレスターは98万5235票（全体の約43パーセント）を、その他の候補は合わせて8万0277票（全体の約3パーセント）を獲得した。
コーザインはニュージャージー州21郡のうち、以下の13郡で勝利を収めた。
- アトランティック郡
- バーゲン郡
- バーリントン郡
- カムデン郡
- カンバーランド郡
- エセックス郡
- グロスター郡
- ハドソン郡
- マーサー郡
- ミドルセックス郡
- パセーイク郡
- セイラム郡
- ユニオン郡

また、以下の上位3郡で勝利した。
- バーゲン郡
- エセックス郡
- ミドルセックス郡

また上位6郡のうち5郡を、上位9郡のうち7郡で勝利を収めた。

### 州知事
コーザインの州知事としての最初の仕事は、州の赤字を削減する予算を編成することであった。コーザインは主として支出削減によりこの目的を達成することを試みた。コーザインが削減しようとした支出のうち、最も論争の的となった対象は、教育予算であった。ニュージャージー州では毎年の夏に、高校生を対象とした総合的学習の機会を提供していたが、コーザインはこの予算を打ち切った。またコーザインは州の消費税を6パーセントから7パーセントへと引き上げ、さらにタバコ税については合衆国で最も高い、1箱あたり2.75ドルに設定した。
2期目を目指して立候補した2009年11月の州知事選挙で、共和党新人のクリス・クリスティに5パーセントの僅差で敗北。

## 選挙結果
- 2009年ニュージャージー州知事選挙
  - ジョン・コーザイン（民主党） - 44.9%
  - クリス・クリスティ（共和党） - 48.5%
- 2005年ニュージャージー州知事選挙
  - ジョン・コーザイン（民主党） - 54%
  - ダグラス・フォレスター（共和党） - 43%
- 2000年アメリカ合衆国上院議員選挙
  - ジョン・コーザイン（民主党） - 50%
  - ロバート・フランクス (政治家)（英語版）（共和党） - 47%
- 2000年アメリカ合衆国上院議員選挙民主党予備選挙
  - ジョン・コーザイン（民主党） - 58%
  - ジェイムズ・フロリオ（民主党） - 42%